# Cardamine punicea
Cardamine punicea là một loài thực vật có hoa trong họ Cải. Loài này được Turcz. mô tả khoa học đầu tiên năm 1854.